# Зоркинское сельское поселение (Крым)
Зоркинское се́льское поселе́ние (укр. Зоркінське сільське поселення, крымскотат. Дулат кой юрту, Dulat köy yurtu) — муниципальное образование в Нижнегорском районе Республики Крым России, в степном Крыму, граничит с Джанкойским районом.
Административный центр — село Зоркино.

## История
В советское время, в конце 1960 годов, был образован Зоркинский сельский совет.
Сельское поселение образовано в соответствии с законом Республики Крым от 5 июня 2014 года.

## Население
| 2001  | 2014  | 2015  | 2016  | 2017  | 2018  | 2019  |
| ----- | ----- | ----- | ----- | ----- | ----- | ----- |
| 2128  | ↘1436 | ↗1437 | ↘1432 | ↘1430 | ↘1418 | ↘1404 |
| 2020  | 2021  |       |       |       |       |       |
| ↘1396 | ↘1298 |       |       |       |       |       |

## Состав сельского поселения
| № | Населённый пункт | Тип населённого пункта       | Население |
| - | ---------------- | ---------------------------- | --------- |
| 1 | Зоркино          | село, административный центр | ↘1099     |
| 2 | Межевое          | село                         | ↘120      |
| 3 | Нежинское        | село                         | ↘87       |
| 4 | Широкое          | село                         | ↘130      |